# Dolánky (železniční zastávka)
Dolánky jsou mezilehlá železniční zastávka ležící v Libereckém kraji, okresu Semily v Turnově v městské části Dolánky u Turnova mezi dvěma silničními přejezdy. Leží na neelektrizované trati Pardubice–Liberec v 120,665 km mezi stanicí Turnov a Malá Skála. Leží v nadmořské výšce 263 m n. m. a je zařazena do integrovaného dopravního systému IDOL. Je ovšem významným turistickým bodem. Turistický rozcestník se nachází na lampě u přejezdu na maloskalské straně. Nedaleko zastávky leží turisticky atraktivní objekt Dlaskův statek a za zastávkou Dům přírody.

## Historie
Zastávka byla otevřena roku 1923 a jmenovala se tehdy Dolánky. K přejmenování zastávky došlo roku 1935 na Dolánky u Turnova. Za německé okupace se jmenovala Dolanka Hp nebo Dolánky Hp. Roku 1950 se vrátil původní a zároveň současný název Dolánky. Do roku 1990 byla zastávka obsazena a prodávaly se tady jízdenky. Původní nástupiště s celkovou délkou 150 metrů bylo nevýhodně rozděleno přejezdem s místní komunikací, vedoucí do obce Bukovina. Bylo tehdy jen sypané s pevnou hranou typu Tischer. Roku 2009 došlo k rekonstrukci a nástupiště bylo zvýšeno a zkráceno na délku 60 metrů tak, aby se vešlo do prostoru mezi oba dva přejezdy.

## Popis
Nástupiště je široké 3 metry s vodícím pruhem a bezpečnostním pásem. Přístupné je z obou stran, z maloskalské strany jde pak o přístup bezbariérový, na turnovské straně jsou schody. Je osvětleno 5 nástupištních lamp, ovládaných soumrakovými čidly. Budova zastávky zůstala zčásti zachovaná, jde o jednoduchou rozložitou zděnou stavbu o půdorysu cca 15 × 5 metrů se šikmou střechou. Služební část je umístěna v pravé části budovy. Cestující mají k dispozici levou část, která je jen venkovní a není tedy přístupná. Původně se zde nacházelo veřejné WC, které bylo při rekonstrukci zbouráno. Cestující mají k dispozici 2 lavičky a dva odpadové koše. Zastávka nemá žádné služby.

## Provozní informace
Zastávka nezajišťuje odbavení (nelze koupit jízdenky), odbavení cestujících se provádí ve vlaku. Přístup do budovy stanice (včetně přístřešku před povětrnostními vlivy) je bezbariérový. Bezbariérový přístup je na všechna nástupiště. Zastávka je vybavena pro zrakově postižené (vodící linie).

## Doprava
Zastávku obsluhují jen osobní vlaky, rychlíky zastávku projíždějí. Vlaky odjíždějí ve směrech Liberec, Turnov, Rychnov u Jablonce nad Nisou, Hodkovice nad Mohelkou, Semily, Železný Brod, Malá Skála, Stará Paka, Nová Paka, Lomnice nad Popelkou, Hradec Králové. Většinu osobních vlaků obsluhuje ARRIVA vlaky.